# Танара, Себастьяно Антонио
Себастьяно Антонио Танара (итал. Sebastiano Antonio Tanara; 10 апреля 1650, Рим, Папская область — 5 мая 1724, там же) — итальянский куриальный кардинал, папский дипломат и доктор обоих прав. Апостольский интернунций во Фландрии с 29 июня 1675 по 18 июля 1687. Титулярный архиепископ Дамаска с 28 апреля 1687 по 12 декабря 1695. Апостольский нунций в Кёльне с 30 апреля 1687 по 26 мая 1690. Апостольский нунций в Португалии с 26 мая 1690 по 15 марта 1692. Апостольский нунций в Австрии с 15 марта 1692 по 15 марта 1692. Префект Священной Конгрегации церковного иммунитета с 1 января 1716 по 5 мая 1724. Декан Священной Коллегии Кардиналов и префект Священной Конгрегации Церемониала с 3 марта 1721 по 5 мая 1724. Кардинал-священник с 12 декабря 1695, с титулом церкви Санти-Куаттро-Коронати с 21 мая 1696 по 1 апреля 1715. Кардинал-епископ Фраскати с 1 апреля 1715 по 3 марта 1721. Кардинал-епископ Остии и Веллетри с 3 марта 1721 по 5 мая 1724.